# パイピング現象

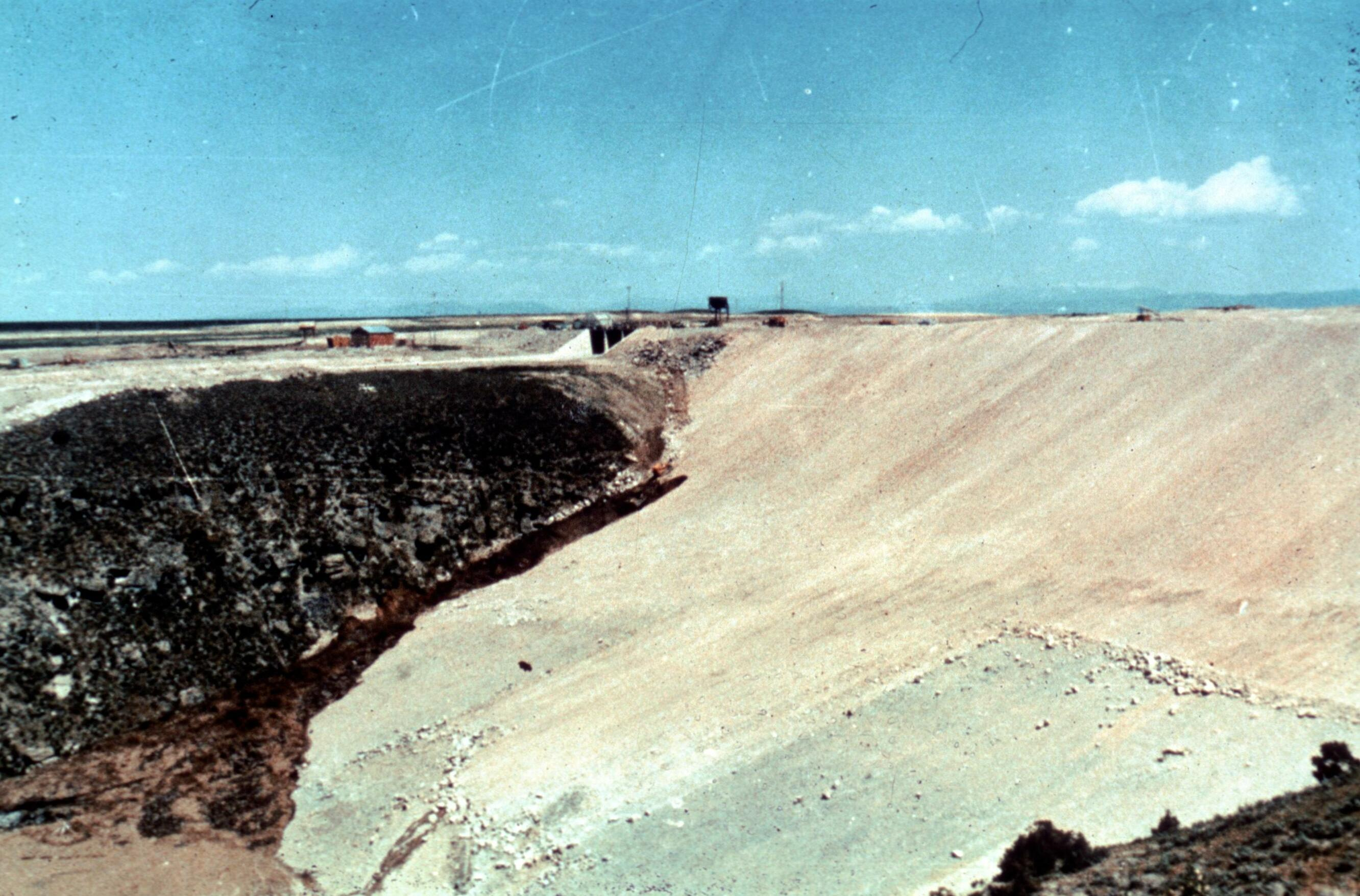
パイピング現象を起こしたティートンダム（1976年）。ダムの中央から茶色に濁った水が漏れ出している

パイピング現象（パイピングげんしょう）は、浸透水の挙動により生じる地盤や構造物の破壊現象。単にパイピングと呼ばれることもある。透水性の項も参照のこと。

## 概要
シルトや砂質の地盤内で脆弱な部分に浸透水が集中すると、やがてパイプ状の水の通り道ができる。パイプの前後における水位差があり、動水勾配が大きくなると土中の浸透性が高まり、水とともに流動化した土砂が地盤外へ一気に移動する。動水勾配の増加次第では、土砂が噴出するような激しい挙動を見せる。
ティートンダムをはじめ、大型の構造物や建築物などがパイピング現象をきっかけとして崩壊に至ったケースもある。堤防やダム、地中壁など大量の水に接する土木工事の現場では、構造物の内外の水位（地下水面）差や土質の状況を確認することによりパイピング現象が生じないよう注意が払われている。
2020年、土木学会メンバーや学生らが、江の川のパイピング現象の場所を掘削して土砂が噴出した部分の断面を観察。周囲より色の薄い地層が下から湧き上がる構造が確認されている。

## 主な発生例
- ティートンダム - アメリカ合衆国アイダホ州を流れるティートン川（スネーク川支流）にあったダム。1975年3月に湛水開始、1976年6月3日に漏水を確認、6月5日に崩壊した。
- 平成24年7月九州北部豪雨 - 福岡県矢部川の堤防下にパイピング現象が発生。堤防下に「水みち」ができたところに、堤体が沈み込みを起こして決壊に至った。
- 平成27年9月関東・東北豪雨 - 鬼怒川の堤防下にパイピング現象が発生したことが、堤防決壊の要因と見られている[3]。
- 平成30年7月豪雨 - 島根県江の川で堤防下にパイピングが発生。災害後、桜江町を中心に金属製の遮水板を設置する工事が進められた結果、2年後の令和2年7月豪雨ではパイピング現象の発生個所が減少し、規模も軽減された[4]。